# Liga Mistrzyń siatkarek (2012/2013)
Liga Mistrzyń 2012/2013 (oficjalna nazwa Indesit European Champions League) – 13. sezon Ligi Mistrzyń rozgrywanej od 2012 roku, organizowanego przez Europejską Konfederację Piłki Siatkowej (CEV) w ramach europejskich pucharów dla żeńskich klubowych zespołów siatkarskich "starego kontynentu".

## Drużyny uczestniczące
- Robur Tiboni Urbino
- AsystelCarnaghi Villa Cortese
- Unendo Yamamay Busto Arsizio
- Galatasaray Stambuł
- Vakifbank TTelekom Stambuł
- Eczacıbaşı VitrA Stambuł
- Bank BPS Muszynianka Fakro Muszyna
- Atom Trefl Sopot
- Tauron MKS Dąbrowa Górnicza
- Dinamo Kazań
- Dinamo Moskwa
- Urałoczka NTMK Jekaterynburg
- RC Cannes
- ASPTT Miluza
- Schweriner SC
- Dresdner SC
- Telecom Baku
- Azerrail Baku
- Lokomotiv Baku
- Voléro Zurych
- VK Prostějov
- Crvena Zvezda Belgrad
- Tomis Konstanca
- Dinamo Bukareszt

## Rozgrywki

### Faza grupowa
awans do play-off
     gospodarz turnieju finałowego

#### Grupa A
Tabela
| Lp. | Drużyna                      | Pkt | Mecze | Mecze   | Mecze   | Sety | Sety | Sety  | Małe punkty | Małe punkty | Małe punkty |
| Lp. | Drużyna                      | Pkt | M     | W (3:2) | P (2:3) | wyg. | prz. | ratio | zdob.       | str.        | ratio       |
| --- | ---------------------------- | --- | ----- | ------- | ------- | ---- | ---- | ----- | ----------- | ----------- | ----------- |
| 1   | Vakifbank TTelekom Stambuł   | 16  | 6     | 6 (2)   | 0 (0)   | 18   | 6    | 3.000 | 559         | 464         | 1.205       |
| 2   | RC Cannes                    | 10  | 6     | 3 (1)   | 3 (2)   | 13   | 12   | 1.083 | 526         | 521         | 1.010       |
| 3   | Urałoczka NTMK Jekaterynburg | 8   | 6     | 3 (2)   | 3 (1)   | 13   | 13   | 1.000 | 553         | 560         | 0.988       |
| 4   | Voléro Zurych                | 2   | 6     | 0 (0)   | 6 (2)   | 5    | 18   | 0.278 | 446         | 539         | 0.827       |

Źródło: cev.lu
Punktacja: 3:0 i 3:1 – 3 pkt; 3:2 – 2 pkt; 2:3 – 1 pkt; 1:3 i 0:3 – 0 pkt
Zasady ustalania kolejności: 1. liczba punktów; 2. stosunek setów; 3. stosunek małych punktów; 4. bilans w bezpośrednich meczach
Wyniki
| Data       | Drużyna 1                    | Wynik | Drużyna 2                    | 1     | 2     | 3     | 4     | 5     | * |
| ---------- | ---------------------------- | ----- | ---------------------------- | ----- | ----- | ----- | ----- | ----- | - |
| 23.10.2012 | Vakifbank TTelekom Stambuł   | 3:0   | Voléro Zurych                | 25:16 | 25:16 | 25:16 |       |       |   |
| 24.10.2012 | RC Cannes                    | 2:3   | Urałoczka NTMK Jekaterynburg | 25:20 | 23:25 | 20:25 | 27:25 | 7:15  |   |
| 01.11.2012 | Urałoczka NTMK Jekaterynburg | 1:3   | Vakifbank TTelekom Stambuł   | 23:25 | 25:22 | 24:26 | 13:25 |       |   |
| 31.10.2012 | Voléro Zurych                | 0:3   | RC Cannes                    | 22:25 | 19:25 | 22:25 |       |       |   |
| 14.11.2012 | Vakifbank TTelekom Stambuł   | 3:0   | RC Cannes                    | 25:17 | 25:14 | 25:21 |       |       |   |
| 14.11.2012 | Voléro Zurych                | 2:3   | Urałoczka NTMK Jekaterynburg | 25:21 | 25:23 | 21:25 | 17:25 | 9:15  |   |
| 21.11.2012 | Urałoczka NTMK Jekaterynburg | 3:0   | Voléro Zurych                | 25:22 | 25:18 | 25:19 |       |       |   |
| 21.11.2012 | RC Cannes                    | 2:3   | Vakifbank TTelekom Stambuł   | 25:22 | 25:16 | 20:25 | 15:25 | 11:15 |   |
| 05.12.2012 | RC Cannes                    | 3:1   | Voléro Zurych                | 25:15 | 25:20 | 20:25 | 25:22 |       |   |
| 05.12.2012 | Vakifbank TTelekom Stambuł   | 3:1   | Urałoczka NTMK Jekaterynburg | 25:20 | 23:25 | 25:20 | 25:21 |       |   |
| 05.12.2012 | Urałoczka NTMK Jekaterynburg | 2:3   | RC Cannes                    | 25:20 | 23:25 | 25:21 | 12:25 | 3:15  |   |
| 05.12.2012 | Voléro Zurych                | 2:3   | Vakifbank TTelekom Stambuł   | 26:24 | 21:25 | 18:25 | 25:21 | 7:15  |   |

#### Grupa B

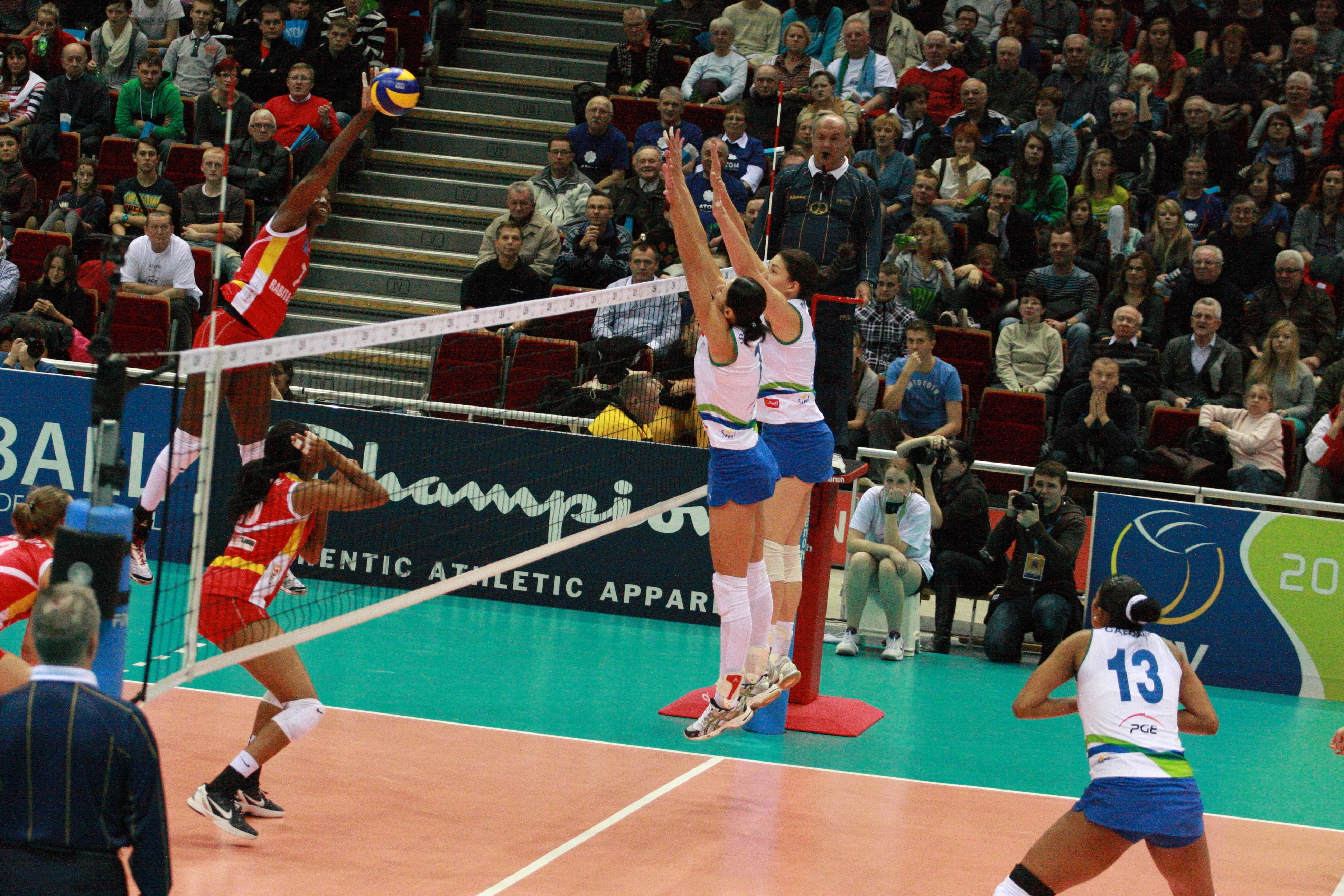
Mecz Ligi Mistrzyń w sezonie 2012/2013 pomiędzy drużynami Rabity Baku i Atomu Trefl Sopot dnia 13.11.2012

Tabela
| Lp. | Drużyna                       | Pkt | Mecze | Mecze   | Mecze   | Sety | Sety | Sety  | Małe punkty | Małe punkty | Małe punkty |
| Lp. | Drużyna                       | Pkt | M     | W (3:2) | P (2:3) | wyg. | prz. | ratio | zdob.       | str.        | ratio       |
| --- | ----------------------------- | --- | ----- | ------- | ------- | ---- | ---- | ----- | ----------- | ----------- | ----------- |
| 1   | Telecom Baku                  | 18  | 6     | 6 (0)   | 0 (0)   | 18   | 3    | 6.000 | 514         | 421         | 1.221       |
| 2   | Atom Trefl Sopot              | 9   | 6     | 3 (0)   | 3 (0)   | 11   | 9    | 1.222 | 463         | 440         | 1.052       |
| 3   | AsystelCarnaghi Villa Cortese | 9   | 6     | 3 (0)   | 3 (0)   | 11   | 11   | 1.000 | 484         | 491         | 0.986       |
| 4   | VK Prostějov                  | 0   | 6     | 0 (0)   | 6 (0)   | 1    | 18   | 0.056 | 365         | 474         | 0.770       |

Źródło: cev.lu
Punktacja: 3:0 i 3:1 – 3 pkt; 3:2 – 2 pkt; 2:3 – 1 pkt; 1:3 i 0:3 – 0 pkt
Zasady ustalania kolejności: 1. liczba punktów; 2. stosunek setów; 3. stosunek małych punktów; 4. bilans w bezpośrednich meczach
Wyniki
| Data       | Drużyna 1                     | Wynik | Drużyna 2                     | 1     | 2     | 3     | 4     | 5 | * |
| ---------- | ----------------------------- | ----- | ----------------------------- | ----- | ----- | ----- | ----- | - | - |
| 24.10.2012 | AsystelCarnaghi Villa Cortese | 3:1   | Atom Trefl Sopot              | 25:16 | 25:24 | 21:25 | 25:23 |   |   |
| 24.10.2012 | VK Prostějov                  | 0:3   | Telecom Baku                  | 21:25 | 23:25 | 13:25 |       |   |   |
| 31.10.2012 | Telecom Baku                  | 3:1   | AsystelCarnaghi Villa Cortese | 25:15 | 22:25 | 25:21 | 25:22 |   |   |
| 30.10.2012 | Atom Trefl Sopot              | 3:0   | VK Prostějov                  | 26:24 | 25:17 | 25:16 |       |   |   |
| 14.11.2012 | AsystelCarnaghi Villa Cortese | 3:1   | VK Prostějov                  | 25:23 | 25:19 | 22:25 | 25:22 |   |   |
| 13.11.2012 | Atom Trefl Sopot              | 0:3   | Telecom Baku                  | 19:25 | 22:25 | 25:27 |       |   |   |
| 21.11.2012 | Telecom Baku                  | 3:1   | Atom Trefl Sopot              | 25:11 | 23:25 | 27:25 | 25:21 |   |   |
| 21.11.2012 | VK Prostějov                  | 0:3   | AsystelCarnaghi Villa Cortese | 15:25 | 18:25 | 19:25 |       |   |   |
| 05.12.2012 | VK Prostějov                  | 0:3   | Atom Trefl Sopot              | 15:25 | 16:25 | 24:26 |       |   |   |
| 05.12.2012 | AsystelCarnaghi Villa Cortese | 1:3   | Telecom Baku                  | 20:25 | 13:25 | 25:15 | 20:25 |   |   |
| 05.12.2012 | Telecom Baku                  | 3:0   | VK Prostějov                  | 25:17 | 25:23 | 25:15 |       |   |   |
| 05.12.2012 | Atom Trefl Sopot              | 3:0   | AsystelCarnaghi Villa Cortese | 25:21 | 25:18 | 25:15 |       |   |   |

#### Grupa C
Tabela
| Lp. | Drużyna                      | Pkt | Mecze | Mecze   | Mecze   | Sety | Sety | Sety  | Małe punkty | Małe punkty | Małe punkty |
| Lp. | Drużyna                      | Pkt | M     | W (3:2) | P (2:3) | wyg. | prz. | ratio | zdob.       | str.        | ratio       |
| --- | ---------------------------- | --- | ----- | ------- | ------- | ---- | ---- | ----- | ----------- | ----------- | ----------- |
| 1   | Galatasaray Stambuł          | 15  | 6     | 5 (1)   | 1 (1)   | 17   | 8    | 2.125 | 564         | 500         | 1.128       |
| 2   | Unendo Yamamay Busto Arsizio | 13  | 6     | 4 (0)   | 2 (1)   | 15   | 8    | 1.875 | 526         | 485         | 1.085       |
| 3   | Dinamo Bukareszt             | 5   | 6     | 2 (1)   | 4 (0)   | 9    | 15   | 0.600 | 493         | 529         | 0.932       |
| 4   | ASPTT Miluza                 | 3   | 6     | 1 (0)   | 5 (0)   | 6    | 16   | 0.375 | 447         | 516         | 0.866       |

Źródło: cev.lu
Punktacja: 3:0 i 3:1 – 3 pkt; 3:2 – 2 pkt; 2:3 – 1 pkt; 1:3 i 0:3 – 0 pkt
Zasady ustalania kolejności: 1. liczba punktów; 2. stosunek setów; 3. stosunek małych punktów; 4. bilans w bezpośrednich meczach
Wyniki
| Data       | Drużyna 1                    | Wynik | Drużyna 2                    | 1     | 2     | 3     | 4     | 5     | * |
| ---------- | ---------------------------- | ----- | ---------------------------- | ----- | ----- | ----- | ----- | ----- | - |
| 25.10.2012 | Galatasaray Stambuł          | 3:1   | ASPTT Miluza                 | 18:25 | 25:19 | 25:15 | 25:23 |       |   |
| 24.10.2012 | Dinamo Bukareszt             | 1:3   | Unendo Yamamay Busto Arsizio | 23:25 | 15:25 | 25:14 | 22:25 |       |   |
| 01.11.2012 | Unendo Yamamay Busto Arsizio | 1:3   | Galatasaray Stambuł          | 19:25 | 25:20 | 22:25 | 20:25 |       |   |
| 30.10.2012 | ASPTT Miluza                 | 3:1   | Dinamo Bukareszt             | 25:23 | 25:12 | 23:25 | 25:15 |       |   |
| 14.11.2012 | Galatasaray Stambuł          | 2:3   | Dinamo Bukareszt             | 25:21 | 23:25 | 25:18 | 14:25 | 10:15 |   |
| 13.11.2012 | ASPTT Miluza                 | 1:3   | Unendo Yamamay Busto Arsizio | 19:25 | 28:30 | 25:20 | 20:25 |       |   |
| 21.11.2012 | Unendo Yamamay Busto Arsizio | 3:0   | ASPTT Miluza                 | 25:13 | 25:20 | 25:17 |       |       |   |
| 21.11.2012 | Dinamo Bukareszt             | 1:3   | Galatasaray Stambuł          | 25:21 | 13:25 | 13:25 | 24:26 |       |   |
| 05.12.2012 | Dinamo Bukareszt             | 3:1   | ASPTT Miluza                 | 23:25 | 25:14 | 25:20 | 25:13 |       |   |
| 05.12.2012 | Galatasaray Stambuł          | 3:2   | Unendo Yamamay Busto Arsizio | 23:25 | 25:19 | 25:18 | 19:25 | 15:13 |   |
| 05.12.2012 | Unendo Yamamay Busto Arsizio | 3:0   | Dinamo Bukareszt             | 25:11 | 26:24 | 25:11 |       |       |   |
| 05.12.2012 | ASPTT Miluza                 | 0:3   | Galatasaray Stambuł          | 22:25 | 13:25 | 18:25 |       |       |   |

#### Grupa D
Tabela
| Lp. | Drużyna                     | Pkt | Mecze | Mecze   | Mecze   | Sety | Sety | Sety  | Małe punkty | Małe punkty | Małe punkty |
| Lp. | Drużyna                     | Pkt | M     | W (3:2) | P (2:3) | wyg. | prz. | ratio | zdob.       | str.        | ratio       |
| --- | --------------------------- | --- | ----- | ------- | ------- | ---- | ---- | ----- | ----------- | ----------- | ----------- |
| 1   | Eczacıbaşı VitrA Stambuł    | 17  | 6     | 6 (1)   | 0 (0)   | 17   | 5    | 3.400 | 555         | 475         | 1.168       |
| 2   | Azerrail Baku               | 7   | 6     | 2 (0)   | 4 (1)   | 10   | 14   | 0.714 | 525         | 511         | 1.027       |
| 3   | Tauron MKS Dąbrowa Górnicza | 6   | 6     | 2 (1)   | 4 (1)   | 11   | 14   | 0.786 | 537         | 559         | 0.961       |
| 4   | Dresdner SC                 | 6   | 6     | 2 (1)   | 4 (1)   | 9    | 15   | 0.600 | 491         | 563         | 0.872       |

Źródło: cev.lu
Punktacja: 3:0 i 3:1 – 3 pkt; 3:2 – 2 pkt; 2:3 – 1 pkt; 1:3 i 0:3 – 0 pkt
Zasady ustalania kolejności: 1. liczba punktów; 2. stosunek setów; 3. stosunek małych punktów; 4. bilans w bezpośrednich meczach
Wyniki
| Data       | Drużyna 1                   | Wynik | Drużyna 2                   | 1     | 2     | 3     | 4     | 5     | * |
| ---------- | --------------------------- | ----- | --------------------------- | ----- | ----- | ----- | ----- | ----- | - |
| 24.10.2012 | Azerrail Baku               | 3:1   | Dresdner SC                 | 23:25 | 25:14 | 25:14 | 25:17 |       |   |
| 24.10.2012 | Tauron MKS Dąbrowa Górnicza | 1:3   | Eczacıbaşı VitrA Stambuł    | 25:20 | 22:25 | 16:25 | 21:25 |       |   |
| 31.10.2012 | Eczacıbaşı VitrA Stambuł    | 3:0   | Azerrail Baku               | 25:22 | 25:23 | 25:12 |       |       |   |
| 31.10.2012 | Dresdner SC                 | 3:2   | Tauron MKS Dąbrowa Górnicza | 25:21 | 19:25 | 26:24 | 21:25 | 15:12 |   |
| 14.11.2012 | Azerrail Baku               | 3:1   | Tauron MKS Dąbrowa Górnicza | 22:25 | 25:12 | 25:20 | 25:17 |       |   |
| 14.11.2012 | Dresdner SC                 | 0:3   | Eczacıbaşı VitrA Stambuł    | 24:26 | 19:25 | 14:25 |       |       |   |
| 21.11.2012 | Eczacıbaşı VitrA Stambuł    | 3:2   | Dresdner SC                 | 23:25 | 25:18 | 23:25 | 25:22 | 15:12 |   |
| 21.11.2012 | Tauron MKS Dąbrowa Górnicza | 3:2   | Azerrail Baku               | 18:25 | 20:25 | 25:10 | 25:23 | 15:13 |   |
| 04.12.2012 | Tauron MKS Dąbrowa Górnicza | 3:0   | Dresdner SC                 | 27:25 | 25:17 | 25:23 |       |       |   |
| 05.12.2012 | Azerrail Baku               | 1:3   | Eczacıbaşı VitrA Stambuł    | 25:23 | 21:25 | 16:25 | 21:25 |       |   |
| 11.12.2012 | Eczacıbaşı VitrA Stambuł    | 3:1   | Tauron MKS Dąbrowa Górnicza | 23:25 | 26:24 | 25:19 | 26:24 |       |   |
| 11.12.2012 | Dresdner SC                 | 3:1   | Azerrail Baku               | 26:24 | 25:23 | 15:25 | 25:22 |       |   |

#### Grupa E
Tabela
| Lp. | Drużyna             | Pkt | Mecze | Mecze   | Mecze   | Sety | Sety | Sety  | Małe punkty | Małe punkty | Małe punkty |
| Lp. | Drużyna             | Pkt | M     | W (3:2) | P (2:3) | wyg. | prz. | ratio | zdob.       | str.        | ratio       |
| --- | ------------------- | --- | ----- | ------- | ------- | ---- | ---- | ----- | ----------- | ----------- | ----------- |
| 1   | Dinamo Kazań        | 13  | 6     | 4 (0)   | 2 (1)   | 14   | 6    | 2.333 | 456         | 397         | 1.149       |
| 2   | Schweriner SC       | 12  | 6     | 4 (1)   | 2 (1)   | 15   | 8    | 1.875 | 518         | 462         | 1.121       |
| 3   | Tomis Konstanca     | 7   | 6     | 3 (2)   | 3 (0)   | 9    | 14   | 0.643 | 474         | 512         | 0.926       |
| 4   | Robur Tiboni Urbino | 4   | 6     | 1 (0)   | 5 (1)   | 6    | 16   | 0.375 | 435         | 512         | 0.850       |

Źródło: cev.lu
Punktacja: 3:0 i 3:1 – 3 pkt; 3:2 – 2 pkt; 2:3 – 1 pkt; 1:3 i 0:3 – 0 pkt
Zasady ustalania kolejności: 1. liczba punktów; 2. stosunek setów; 3. stosunek małych punktów; 4. bilans w bezpośrednich meczach
Wyniki
| Data       | Drużyna 1           | Wynik | Drużyna 2           | 1     | 2     | 3     | 4     | 5     | * |
| ---------- | ------------------- | ----- | ------------------- | ----- | ----- | ----- | ----- | ----- | - |
| 24.10.2012 | Robur Tiboni Urbino | 1:3   | Tomis Konstanca     | 24:26 | 17:25 | 25:20 | 19:25 |       |   |
| 24.10.2012 | Schweriner SC       | 3:2   | Dinamo Kazań        | 21:25 | 25:14 | 25:23 | 21:25 | 15:13 |   |
| 31.10.2012 | Dinamo Kazań        | 3:0   | Robur Tiboni Urbino | 25:19 | 25:13 | 25:14 |       |       |   |
| 31.10.2012 | Tomis Konstanca     | 3:2   | Schweriner SC       | 25:11 | 29:27 | 16:25 | 21:25 | 17:15 |   |
| 14.11.2012 | Robur Tiboni Urbino | 3:1   | Schweriner SC       | 25:20 | 25:22 | 21:25 | 25:16 |       |   |
| 14.11.2012 | Tomis Konstanca     | 0:3   | Dinamo Kazań        | 15:25 | 12:25 | 18:25 |       |       |   |
| 21.11.2012 | Dinamo Kazań        | 3:0   | Tomis Konstanca     | 26:24 | 25:19 | 25:17 |       |       |   |
| 21.11.2012 | Schweriner SC       | 3:0   | Robur Tiboni Urbino | 25:21 | 25:6  | 25:19 |       |       |   |
| 05.12.2012 | Schweriner SC       | 3:0   | Tomis Konstanca     | 25:22 | 25:23 | 25:15 |       |       |   |
| 05.12.2012 | Robur Tiboni Urbino | 0:3   | Dinamo Kazań        | 26:28 | 21:25 | 17:25 |       |       |   |
| 05.12.2012 | Dinamo Kazań        | 0:3   | Schweriner SC       | 16:25 | 17:25 | 19:25 |       |       |   |
| 05.12.2012 | Tomis Konstanca     | 3:2   | Robur Tiboni Urbino | 25:22 | 25:13 | 18:25 | 22:25 | 15:13 |   |

#### Grupa F
Tabela
| Lp. | Drużyna                   | Pkt | Mecze | Mecze   | Mecze   | Sety | Sety | Sety  | Małe punkty | Małe punkty | Małe punkty |
| Lp. | Drużyna                   | Pkt | M     | W (3:2) | P (2:3) | wyg. | prz. | ratio | zdob.       | str.        | ratio       |
| --- | ------------------------- | --- | ----- | ------- | ------- | ---- | ---- | ----- | ----------- | ----------- | ----------- |
| 1   | Lokomotiv Baku            | 14  | 6     | 5 (2)   | 1 (1)   | 17   | 8    | 2.125 | 554         | 478         | 1.159       |
| 2   | Dinamo Moskwa             | 12  | 6     | 5 (3)   | 1 (0)   | 15   | 11   | 1.364 | 573         | 528         | 1.085       |
| 3   | Muszynianka Fakro Muszyna | 9   | 6     | 2 (0)   | 4 (3)   | 13   | 12   | 1.083 | 530         | 509         | 1.041       |
| 4   | Crvena Zvezda Belgrad     | 1   | 6     | 0 (0)   | 6 (1)   | 4    | 18   | 0.222 | 393         | 535         | 0.735       |

Źródło: cev.lu
Punktacja: 3:0 i 3:1 – 3 pkt; 3:2 – 2 pkt; 2:3 – 1 pkt; 1:3 i 0:3 – 0 pkt
Zasady ustalania kolejności: 1. liczba punktów; 2. stosunek setów; 3. stosunek małych punktów; 4. bilans w bezpośrednich meczach
Wyniki
| Data       | Drużyna 1                 | Wynik | Drużyna 2                 | 1     | 2     | 3     | 4     | 5     | * |
| ---------- | ------------------------- | ----- | ------------------------- | ----- | ----- | ----- | ----- | ----- | - |
| 24.10.2012 | Dinamo Moskwa             | 3:2   | Muszynianka Fakro Muszyna | 24:26 | 25:21 | 25:18 | 20:25 | 15:12 |   |
| 24.10.2012 | Crvena Zvezda Belgrad     | 2:3   | Lokomotiv Baku            | 14:25 | 27:25 | 25:23 | 17:25 | 11:15 |   |
| 31.10.2012 | Lokomotiv Baku            | 3:0   | Dinamo Moskwa             | 25:20 | 25:18 | 25:13 |       |       |   |
| 31.10.2012 | Muszynianka Fakro Muszyna | 3:0   | Crvena Zvezda Belgrad     | 25:13 | 25:15 | 25:15 |       |       |   |
| 14.11.2012 | Dinamo Moskwa             | 3:1   | Crvena Zvezda Belgrad     | 25:13 | 25:17 | 23:25 | 25:14 |       |   |
| 14.11.2012 | Muszynianka Fakro Muszyna | 1:3   | Lokomotiv Baku            | 20:25 | 25:11 | 17:25 | 15:25 |       |   |
| 21.11.2012 | Lokomotiv Baku            | 3:2   | Muszynianka Fakro Muszyna | 25:22 | 22:25 | 25:19 | 20:25 | 15:6  |   |
| 21.11.2012 | Crvena Zvezda Belgrad     | 1:3   | Dinamo Kazań              | 26:24 | 18:25 | 16:25 | 20:25 |       |   |
| 05.12.2012 | Crvena Zvezda Belgrad     | 0:3   | Muszynianka Fakro Muszyna | 19:25 | 17:25 | 20:25 |       |       |   |
| 05.12.2012 | Dinamo Moskwa             | 3:2   | Lokomotiv Baku            | 22:25 | 21:25 | 25:14 | 25:22 | 15:12 |   |
| 05.12.2012 | Lokomotiv Baku            | 3:0   | Crvena Zvezda Belgrad     | 25:21 | 25:13 | 25:17 |       |       |   |
| 05.12.2012 | Muszynianka Fakro Muszyna | 2:3   | Dinamo Moskwa             | 25:21 | 28:30 | 25:17 | 16:25 | 10:15 |   |

### Play-off

#### Runda 12
| Data       | Drużyna 1                     | Wynik | Drużyna 2                    | 1     | 2     | 3     | 4     | 5       | * |
| ---------- | ----------------------------- | ----- | ---------------------------- | ----- | ----- | ----- | ----- | ------- | - |
| 16.01.2013 | RC Cannes                     | 1:3   | Telecom Baku                 | 17:25 | 25:15 | 19:25 | 19:25 |         |   |
| 24.01.2013 | RC Cannes                     | 0:3   | Telecom Baku                 | 19:25 | 18:25 | 17:25 |       |         |   |
| 16.01.2013 | Dinamo Moskwa                 | 1:3   | Dinamo Kazań                 | 22:25 | 21:25 | 28:26 | 21:25 |         |   |
| 23.01.2013 | Dinamo Moskwa                 | 2:3   | Dinamo Kazań                 | 27:29 | 16:25 | 25:16 | 25:21 | 13:15   |   |
| 17.01.2013 | AsystelCarnaghi Villa Cortese | 1:3   | Eczacıbaşı VitrA Stambuł     | 23:25 | 25:21 | 29:31 | 17:25 |         |   |
| 24.01.2013 | AsystelCarnaghi Villa Cortese | 2:3   | Eczacıbaşı VitrA Stambuł     | 20:25 | 25:15 | 17:25 | 25:15 | 9:15    |   |
| 16.01.2013 | Atom Trefl Sopot              | 1:3   | Vakifbank TTelekom Stambuł   | 25:23 | 18:25 | 15:25 | 21:25 |         |   |
| 24.01.2013 | Atom Trefl Sopot              | 0:3   | Vakifbank TTelekom Stambuł   | 19:25 | 23:25 | 16:25 |       |         |   |
| 16.01.2013 | Schweriner SC                 | 3:2   | Unendo Yamamay Busto Arsizio | 11:25 | 25:22 | 25:17 | 13:25 | 15:13   |   |
| 24.01.2013 | Schweriner SC                 | 1:3   | Unendo Yamamay Busto Arsizio | 23:25 | 21:25 | 25:18 | 18:25 | (10:15) |   |
| 16.01.2013 | Azerrail Baku                 | 3:0   | Lokomotiv Baku               | 25:20 | 25:21 | 25:22 |       |         |   |
| 23.01.2013 | Azerrail Baku                 | 3:0   | Lokomotiv Baku               | 25:20 | 25:18 | 25:22 |       |         |   |

#### Runda 6
| Data       | Drużyna 1                    | Wynik | Drużyna 2                | 1     | 2     | 3     | 4     | 5       | * |
| ---------- | ---------------------------- | ----- | ------------------------ | ----- | ----- | ----- | ----- | ------- | - |
| 05.02.2013 | Unendo Yamamay Busto Arsizio | 3:2   | Azerrail Baku            | 25:17 | 16:25 | 20:25 | 25:23 | 15:8    |   |
| 13.02.2013 | Unendo Yamamay Busto Arsizio | 0:3   | Azerrail Baku            | 25:23 | 25:18 | 25:21 |       | (11:15) |   |
| 07.02.2013 | Vakifbank TTelekom Stambuł   | 3:1   | Eczacıbaşı VitrA Stambuł | 25:23 | 23:25 | 25:17 | 25:15 |         |   |
| 14.02.2013 | Vakifbank TTelekom Stambuł   | 3:1   | Eczacıbaşı VitrA Stambuł | 25:19 | 22:25 | 25:16 | 28:26 |         |   |
| 07.02.2013 | Dinamo Kazań                 | 1:3   | Telecom Baku             | 19:25 | 25:23 | 20:25 | 21:25 |         |   |
| 13.02.2013 | Dinamo Kazań                 | 0:3   | Telecom Baku             | 25:23 | 25:18 | 25:21 |       |         |   |

### Turniej finałowy
Stambuł

#### Półfinały
| Data       | Drużyna 1                  | Wynik | Drużyna 2                    | 1     | 2     | 3     | 4     | 5    | * |
| ---------- | -------------------------- | ----- | ---------------------------- | ----- | ----- | ----- | ----- | ---- | - |
| 09.03.2013 | Vakifbank TTelekom Stambuł | 3:0   | Galatasaray Stambuł          | 28:26 | 25:17 | 25:21 |       |      |   |
| 09.03.2013 | Telecom Baku               | 3:2   | Unendo Yamamay Busto Arsizio | 25:14 | 25:16 | 27:29 | 19:25 | 15:6 |   |

#### Mecz o 3. miejsce
| Data       | Drużyna 1                    | Wynik | Drużyna 2           | 1     | 2     | 3     | 4     | 5     | * |
| ---------- | ---------------------------- | ----- | ------------------- | ----- | ----- | ----- | ----- | ----- | - |
| 10.03.2013 | Unendo Yamamay Busto Arsizio | 3:2   | Galatasaray Stambuł | 25:21 | 25:15 | 23:25 | 22:25 | 15:11 |   |

#### Finał
| Data       | Drużyna 1                  | Wynik | Drużyna 2    | 1     | 2     | 3     | 4 | 5 | * |
| ---------- | -------------------------- | ----- | ------------ | ----- | ----- | ----- | - | - | - |
| 10.03.2013 | Vakifbank TTelekom Stambuł | 3:0   | Telecom Baku | 25:17 | 25:20 | 25:23 |   |   |   |

## Klasyfikacja końcowa
| Miejsce | Drużyna                      |
| ------- | ---------------------------- |
| złoto   | Vakifbank TTelekom Stambuł   |
| srebro  | Telecom Baku                 |
| brąz    | Unendo Yamamay Busto Arsizio |
| 4.      | Galatasaray Stambuł          |